# Mala Pristava, Šmarje pri Jelšah
Mala Pristava este o localitate din comuna Šmarje pri Jelšah, Slovenia, cu o populație de 83 de locuitori.